# C4H4O6
化学式C4H4O6（摩尔质量：148.07 g/mol）可能指：
- 2-羟基-3-羰基丁二酸，Pubchem CID：18942842
- 二羟基延胡索酸，CAS号：133-38-0
- 二羟基马来酸，CAS号：526-84-1

|  | 这个同类索引页列出了具有相同分子式的化学物（即同分異構體）条目。 除非您是有意链接至本页，否则应将相应条目的内部链接指向正确的条目。 |